# Hyannis Port
Hyannis Port kis tengerparti falu Barnstable megyében, Massachusetts államban, az Amerikai Egyesült Államokban. A Cape Cod félsziget déli partján fekszik. Elsősorban arról nevezetes, hogy itt van a Kennedy család birtoka.
Hyannis Port módos nyaralóhely. Jellegére jellemző, hogy a 2000-es népszámlálás idején a településnek mindössze 115 állandó lakója volt, miközben 144 ház (a helyiség lakóingatlanjainak háromnegyede) szezonális használatban álló nyaralóként funkcionált.